# Stefano Feltrin
Stefano Feltrin (né le 2 juillet 1972 à Naples), est un dirigeant d'équipe cyclistes italien. Il fut notamment manager de l'équipe russe Tinkoff.

## Biographie
Né en juillet 1972, il a toujours vécu à Naples (Campanie). Il habite maintenant à Copenhague (Danemark) et possède une résidence secondaire à Rome.

### Équipes cyclistes dirigées
De 2007 à 2010, il est manager général de l'équipe russe Katusha, alors dénommée Tinkoff Credit Systems, au côté de son directeur sportif l'italien Omar Piscina. Mais en 2011, l'équipe change de manager et c'est le russe Viatcheslav Ekimov qui devient manager. Et en 2014, lorsque Oleg Tinkov, le milliardaire russe, rachète l'équipe Tinkoff-Saxo, il en devient manager général aux dépens de Bjarne Riis, le précédent propriétaire de l'équipe. Il quitte ses fonctions fin 2016, quand l'équipe cesse ses activités.

### Autres fonctions
Il est le PDG de la société bancaire Tinkoff Credit Systems et il exerce également la profession d'avocat.

## Palmarès

### Victoires en tant que dirigeant
- Vainqueur du Tirreno-Adriatico 2014.
- Vainqueur du Tour du Pays basque 2014.
- Vainqueur du Tour de Luxembourg 2014.
- Vainqueur de la Route du Sud 2014.
- Vainqueur du Tour d'Espagne 2014
- Vainqueur du Tour d'Italie 2015
- Vainqueur du Gand-Wevelgem 2016
- Vainqueur du Tour des Flandres 2016
- Vainqueur du Tour du Pays basque 2016